# Yan'anlu
Yan'anlu (kinesiska: 延安路街道, 延安路) är en socken i Kina. Den ligger i provinsen Shandong, i den östra delen av landet, omkring 310 kilometer öster om provinshuvudstaden Jinan. Antalet invånare är 38 827. Befolkningen består av 19 793 kvinnor och 19 034 män. Barn under 15 år utgör 9,0 %, vuxna 15-64 år 74 %, och äldre över 65 år 15,0 %.
Genomsnittlig årsnederbörd är 771 millimeter. Den regnigaste månaden är juli, med i genomsnitt 247 mm nederbörd, och den torraste är januari, med 12 mm nederbörd.